# Griseargiolestes
Griseargiolestes – rodzaj ważek z rodziny Argiolestidae.

## Występowanie
Rodzaj obejmuje gatunki występujące wyłącznie we wschodniej Australii – w północno-wschodniej i południowo-wschodniej części stanu Queensland, wschodniej części stanu Nowa Południowa Walia, wschodniej i południowej części stanu Wiktoria oraz w Australijskim Terytorium Stołecznym.

## Morfologia
Ważki z tego rodzaju są średniej wielkości, o ciele w kolorze od czarnego do zielonego z metalicznym połyskiem, z jasnymi znaczeniami, w tym paskami na tułowiu.

## Systematyka
W 1998 roku austriacki entomolog Günther Theischinger opublikował na łamach „Stapfia” artykuł, w którym na podstawie różnic w morfologii wydzielił z Argiolestes trzy rodzaje – Archiargiolestes Kennedy oraz dwa nowo przez siebie zdefiniowane: Griseargiolestes i Miniargiolestes. Na gatunek typowy Griseargiolestes autor wyznaczył Argiolestes griseus, a oprócz niego zaliczył do tego rodzaju 5 gatunków: G. albescens, G. eboracus, G. fontanus, G. intermedius i G. metallicus. W tym samym numerze czasopisma, choć w osobnym artykule, Theischinger opisał siódmy gatunek z tego rodzaju – G. bucki.

### Etymologia
Griseargiolestes: zbitka wyrazowa grise (od griseus) i nazwy rodzaju Argiolestes.

### Podział systematyczny
Do rodzaju należą następujące gatunki:
- Griseargiolestes albescens (Tillyard, 1913)
- Griseargiolestes bucki Theischinger, 1998
- Griseargiolestes eboracus (Tillyard, 1913)
- Griseargiolestes fontanus (Tillyard, 1913)
- Griseargiolestes griseus (Hagen in Selys, 1862)
- Griseargiolestes intermedius (Tillyard, 1913)
- Griseargiolestes metallicus (Sjöstedt, 1917)